# Desa Mojoduwur (administrativ by i Indonesien, lat -7,64, long 112,32)
Desa Mojoduwur är en administrativ by i Indonesien.   Den ligger i provinsen Jawa Timur, i den västra delen av landet, 600 km öster om huvudstaden Jakarta.